# Winston Sterzel
 (mai 2020).
Winston Frederick Sterzel, également connu sous son pseudonyme YouTube SerpentZA, est un blogueur et producteur vidéo sud-africain. Il a vécu à Shenzhen, dans la province chinoise de Guangdong, puis à Los Angeles. Ses vidéos couvrent divers sujets relatifs à la vie en Chine du point de vue d'un Occidental.

## Vie et parcours
Winston Sterzel est d'origine germano-britannique. Il naît et grandit en Afrique du Sud. Il déménage en Chine vers vingt-cinq ans, afin de travailler comme professeur d'anglais après une première visite d'affaires en 2005. En 2015, il est l'un des douze Sud-Africains en Chine présentés par Radio Chine Internationale. Il commence à mettre en ligne des vidéos en Chine en 2007, et devient blogueur à plein temps en 2016. Ses vidéos portent principalement sur la vie en Chine,,,,. Parfois, il interroge des personnes sur des sujets considérés comme controversés par les normes chinoises.
Winston Sterzel réalise également des vidéos sur des voyages à moto à travers la Chine. Avec Matthew Tye et d'autres amis, il effectue de longs voyages et produit une série de documentaires intitulée Conquering Southern China,, et Conquering Northern China, présentée en première à Los Angeles au Downtown Independent Theatre le 1er janvier 2018. Matthew Tye et lui dirigent la chaîne YouTube ADVChina, un vlog sur les voyages à moto. 
Il a cofondé une petite entreprise chinoise, Churchill Custom Motorcycles, qui n'est plus en activité. Fin 2018, il indique qu'un désir de créer un « contenu positif » sur la Chine et une rencontre avec des représentants du gouvernement chinois l'ont incité à quitter la Chine puis déménage à Los Angeles par crainte de perdre la vie ou d'être incarcéré en Chine.

## Points de vue
En 2018, Winston Sterzel déplore la dégradation de la situation des expatriés en Chine, en raison de l'évolution du climat politique. Selon lui, la vie devient plus restrictive, Internet est étroitement contrôlé, et même des choses simples comme un « pilote pour son appareil photo » deviennent difficiles à acquérir. Il dénonce aussi la difficulté d'accéder à de nombreux sites web et la censure (voir aussi Censure internet) qui devient un mode de vie. Il se plaint que les mots et les actes sont censurés dans tous les domaines.
L'Organisation pour la libération des Ouïghours, un groupe d'auto-soutien réalisé par des étudiants, présente sa chaîne comme émettant des critiques valables à l'égard du PCC, mais applaudissant également certains aspects de la culture chinoise. 
En 2022, il analyse la vidéo de propagande d'un autre influenceur, Jerry Goode, qui niait les crimes contre les Ouïghours et affirmait « les accusations de génocide sont fausses », en montrant comme preuve des images d'une ville où marchaient des gens. Winston Sterzel a montré que la vidéo de Jerry Goode laissait voir qu'il était « entouré, tout au long de sa visite, de quatre chaperons du PCC qui ne le lâchent pas d'une semelle ». 